# کلیا دووال
کلیا دووال (انگلیسی: Clea DuVall؛ زادهٔ ۲۵ سپتامبر ۱۹۷۷) هنرپیشه اهل ایالات متحده آمریکا است. وی از سال ۱۹۹۶ میلادی تاکنون مشغول فعالیت بوده‌است.

## گزیدهٔ فیلم‌شناسی
- جکی و رایان (۲۰۱۴)
- آرگو (۲۰۱۲)
- محکومیت (۲۰۱۰)
- زودیاک (۲۰۰۷)
- آنامورف (۲۰۰۷)
- قهرمان ده اینچی (۲۰۰۷)
- کینه (۲۰۰۴)
- هویت (۲۰۰۳)
- ۲۱ گرم (۲۰۰۳)
- سیزده گفتگو در مورد یک چیز (۲۰۰۲)
- قانون کشتار (۲۰۰۲)
- پروژه لارامی (۲۰۰۲)
- ارواح مریخ (۲۰۰۰)
- متعهد (۲۰۰۰)
- دختر، گسیخته‌شده (۲۰۰۰)
- همسر فضانورد (۱۹۹۹)
- اما من (۱۹۹۹)
- کادر آموزشی (۱۹۹۸)
- نمی‌توانم صبر کنم (۱۹۹۸)
- هشداردهنده (۱۹۹۷)
- نیاگارا، نیاگارا (۱۹۹۷)